# 中华人民共和国学术不端问题
中华人民共和国学术不端问题包括论文抄袭、洗稿、代写、造假、买卖、学历学位认证失信行为、掠夺性开放获取出版、批量引进海外“速成博士”等。出现的原因包括了科研人员在晋升职称的巨大压力之下而萌生投机取巧的想法、评价体系不完善等。此外，中国大陆尚未有一个有效的打击学术腐败的机制。2006年，109位教授联名发出公开信，呼吁抵制学术腐败。2016年，中华人民共和国教育部印发了《高等学校预防与处理学术不端行为办法》。2019年翟天临事件之前，针对本科生、硕士生和博士生，中国大陆院校一般采用30%、20%和10%的三种重合率标准，事件之后查重要求大幅度提高。

## 著名案例
| 日期   | 机构                       | 事件                                       | 学术不端详情 | 处罚 |
| ------ | -------------------------- | ------------------------------------------ | --- | --- |
| 2001年 | 北京大学                   | 王铭铭剽窃事件                             | 他在1998年出版的《想象的异邦》一书中，剽窃美国人类学家威廉·哈维兰的《当代人类学》中的大量内容 | 免除民俗学研究中心主任职务、免除了社会学系博士生导师资格，停止在人类学领域的教学和科研项目。两年内被剥夺博士生招生资格                                               |
| 2005年 | 天津外国语学院             | 沈履伟剽窃案                               | 论文集《求是集》（2003年天津古籍出版社）严重抄袭他人公开发表的论文10余篇 | 法院判令沈履伟及出版社立即停止复制、发行《求是集》，同时责令其在报纸上刊登向原告河南大学宋史研究专家周宝珠教授赔礼道歉的声明，向周交付精神损失费，并承担全部诉讼费。 |
| 2007年 | 北京师范大学               | 云南原副省长沈培平学位造假事件             | 沈培平的学历造假，从博士到教授仅花5个月。 | |
| 2007年 | 上海大学                   | 陈湛匀抄袭事件                             | 发表在2007年第6期《对外经济贸易大学学报》上的《我国制造业国际竞争力的显示性指标研究》，和发表在2007年5月《上海大学学报(社会科学版)》上的《四因素模型视角下中国制造业的国际竞争优势研究》的两篇论文，抄袭率约为25%以上。                                                                                  | 免去上海大学学术委员会委员、国际工商与管理学院副院长一职 |
| 2009年 | 华中师范大学               | 胡春林硕士论文抄袭                         | 除了“致谢”部分，其余全部内容通篇抄袭广西大学黄晓慧的《试论财经领域的新闻舆论监督》硕士论文 | 撤销学位 |
| 2009年 | 西南交通大学               | 副校长黄庆博士论文抄袭事件                 | 博士论文抄袭 | 取销博士学位，撤销研究生导师资格。 |
| 2010年 | 西北师范大学               | 曹崇岩硕士论文抄袭                         | 历史地理专业曹崇岩硕士论文《明代兵备道研究》（2010）大段抄袭台湾学者谢忠志的《明代兵备道制度：以文驭武的国策与文人知兵的实练》（2002） | 无 |
| 2012年 | 石河子大学                 | 王欣欣、刘希里抄袭案                       | 《对声乐教学评价的探讨》《20世纪50年代中期至“文革”前新疆兵团音乐研究》两篇文章存着严重剽窃。 | 未受任何惩罚 |
| 2014年 | 复旦大学                   | 薛晨博士论文抄袭架空歷史小說               | 2014年，海军史研究者章骞（@宝剑橡叶骑士）在新浪微博上指出复旦大学国际关系与公共事务学院国际关系专业的薛晨题为《美国海权研究：成因与变迁》的博士论文（2011年）中关于美军“彩虹计划”的表格抄袭了其架空的海军史。                                                                                            | 薛晨道歉 |
| 2014年 | 四川大学、重庆大学         | 刘洪彪论文抄袭事件                         | 四川大学历史文化学院博士、重庆大学贸易与行政学院副院长及教授刘洪彪，发表于《重庆大学学报》2009年第15卷第6期的论文《晚清县级以下基层政权对地方社会的监控》完全抄袭了贺跃夫在《中山大学学报》1995年第4期上发表的论文《晚清县以下基层行政官署与乡村社会控制》。                                             | 四川大学撤销刘于2010年获得的历史学博士学位。重庆大学免去其职务。 |
| 2016年 | 山东大学                   | 陈振硕士论文抄袭                           | 山东大学历史文化学院文秘档案学系档案学专业硕士毕业生陈振的硕士论文《档案开放利用与信息安全保障研究》（2013年）完全抄袭安徽大学管理学院档案学专业硕士毕业生刘俊玲的学位论文《档案开放利用的信息安全保障研究》（2012年）。                                                                                 | 撤销陈振的硕士学位，取消其导师刘旭光的研究生导师资格。 |
| 2017年 | 涉及多个机构               | 《肿瘤生物学》撤稿事件                     | 107篇论文在同行评审中伪造了专家审查意见。 | 撤稿 |
| 2018年 | 辽宁师范大学、厦门大学     | 田佳良事件                                 | 中国共产党党员、厦门大学研究生田佳良在发表争议言论后，被网友发现其本科论文存在抄袭现象。 | 开除党籍，中止其博士培养并给予退学处理 |
| 2019年 | 北京电影学院               | 翟天临学术风波                             | 博士论文大段抄袭 | 撤销博士学位 |
| 2019年 | 湖南大学                   | 刘梦洁硕士论文剽窃事件                     | 刘梦洁的硕士论文剽窃了一位云南财经大学教师的有保密规定的国家自然科学基金项目申请书。 | 撤销硕士学位 |
| 2019年 | 湖南大学                   | 董岚硕士、博士论文剽窃事件                 | 中国政法大学副教授吴丹红微博举报湖南省高级人民法院政治部主任董岚论文抄袭。经查，硕士论文总文字复制比为52.3%，博士论文正文部分复制比超50%。 | 未受任何惩罚 |
| 2020年 | 中国科学院昆明动物研究所   | 陈勇彬、杨翠萍夫妇为其子陈灵石学术造假事件 | 2019年，云南省昆明市盘龙区盘龙小学六年级学生陈灵石，凭借《C10orf67在结直肠癌发生发展中的功能与机制研究》依次获得第34届昆明市青少年科技创新大赛一等奖、第34届全国青少年科技创新大赛获得三等奖。该研究成果与小学生能力明显不符。                                                                           | 撤销奖项 |
| 2020年 | 厦门大学、天津大学         | 两硕士论文雷同事件                         | 厦门大学的林鲤将其硕士论文卖给了天津大学的刘宇宸。 | 撤销硕士学位 |
| 2020年 | 南京艺术学院、杭州师范大学 | 郭彦努抄袭事件                             | 南京艺术学院博士、杭州师范大学女教师郭彦努被曝出在《浙江建筑》期刊发表的论文《绍兴石宕园林研究——以羊山石佛寺为例》与博士论文抄袭。 | 撤销博士学位 |
| 2020年 | 天津大学                   | 张裕卿学术造假、为女儿牟利                 | 张裕卿实验室的造假传统：令学生将上上届前辈的硕士毕业论文改写成期刊小论文，而他们自己的毕业论文让下下届后辈的来写小论文。此外，张裕卿实验数据造假，利用学生研究成果为自己和女儿署名。 | 解聘 |
| 2021年 | 郑州市春霖职业培训学校     | 雞蛋返生論文事件                           | 校长郭萍在《写真地理》上刊登“指导学生用念力将熟鸡蛋变为生鸡蛋并孵化雏鸡”的“实验”。 | 撤稿。《写真地理》杂志停刊整顿，主要负责人辞职。郭萍辞职。 |
| 2022年 | 厦门大学                   | 博士生杨彦龙抄袭事件                       | 法学院2017级硕士、2019级博士生杨彦龙投稿《经济学》（季刊）论文剽窃他人。 | 撤稿 |
| 2022年 | 西安电子科技大学           | 卢晨晨、雷雨晴毕业设计造假事件             | 毕业设计造假并敲诈勒索枪手 | 暂停答辩 |
| 2022年 | 北京大学                   | 陈春花                                     | 其博士文凭颁发自“爱尔兰欧洲大学”，是一个野鸡大学 | 陈春花辞职，北大宣布终止与其聘用合同 |
| 2022年 | 厦门理工学院               | 李志勋硕士学位论文抄袭                     | 电气工程与自动化学院电气工程领域毕业生李志勋的硕士学位论文《配网故障指示器供电电源的研究与设计》抄袭他人学术成果 | 撤销硕士学位 |
| 2022年 | 中国矿业大学               | 刘永硕士学位论文抄袭                       | 刘永，男，2020年12月获得中国矿业大学工程硕士专业学位。硕士学位论文题目《快充状态下锂电池极化电压优化方法研究》抄袭他人学术成果。 | 撤销硕士学位 |
| 2022年 | 中共中央党校               | 博士后王晓伟伪造身份                       | 冒充莫斯科国立大学外籍教授、中国政法大学研究员 | 莫斯科大学、中国政法大学发布声明揭露王晓伟 |
| 2022年 | 苏州大学                   | 邵宝博士学位论文全文抄袭                   | 邵宝，河南南阳人1982年生，2014年获苏州大学历史学博士学位，后留校任讲师。其博士学位论文《清末留日学生与日本社会》全文抄袭酒井順一郎2010年专著《清国人日本留学生の言語文化接触 相互誤解の日中教育文化交流》，甚至在2021年5月出版成书，题目为《大江歌罢掉头东--清末留日学生留学实态研究》（郑州大学出版社） | 2022年12月，被撤销博士学位。 |

## 惩罚机制

### 学位法
2021年，中华人民共和国教育部就《中华人民共和国学位法草案（征求意见稿）》面向社会公开征求意见。草案提出，“学位申请人在学位授予单位学习期间以及学位申请、同行评阅、答辩过程中存在学术不端、作伪造假等行为的，学位评定委员会可以作出不授予其学位的决定。此外，已获得学位者，被查明学位论文或者实践成果存在严重剽窃、伪造、抄袭、数据造假等学术不端行为的，经学位评定委员会审议决定，由学位授予单位撤销学位，收回或者宣布学位证书无效”。

## 新语丝
新语丝是该国民间学术打假的一个重要的组成部分。从2000年开始，新语丝上平均每年揭发近百起学术不端案例，受到处理的只有大概1％。